# Cavéole
Les cavéoles, ou cavéosome, sont des invaginations de la membrane plasmique. Ce sont des sous-types de radeaux lipidiques (raft) enrichis en glycosphingolipides et cholestérol et sont constituées de deux familles de protéines: les cavéolines et les cavines.

## Caractéristiques morphologiques et biochimiques
Une cavéole a un diamètre moyen de 50 à 80 nm et apparaît en microscopie électronique sous forme de flasque dont la cavité est reliée au milieu extracellulaire par une forme rétrécie : le col. C’est cette forme particulière en oméga inversé qui a facilité leur première identification en microscopie électronique par George Palade en 1953. La membrane des cavéoles possède un revêtement granulaire constitué par les extrémités aminoterminales et carboxyterminales des molécules de cavéoline.
La cavéoline appartient à une famille de protéines membranaires qui insère une boucle hydrophobe dans la membrane à partir de sa face cytosolique, mais ne traverse pas entièrement la membrane plasmique. Les cavéolines 1 et 2 sont exprimées dans de nombreuses cellules différenciées tandis que la cavéoline-3 est exprimée spécifiquement dans les cellules musculaires. La cavéoline est un élément indispensable qui forme un revêtement permanent de la membrane plasmique, libéré uniquement en cas de la destruction de la membrane.
La membrane des cavéoles se caractérise aussi par sa richesse lipidique, à savoir les glycosphingolipides et le cholestérol. Les cavéoles sont également enrichies en protéines intermédiaires des voies de signalisation (ex : intégrines). Des travaux récents ont montré la présence d’autres protéines sur la membrane des cavéoles : les cavines.
Les cavéoles sont très nombreuses dans les cellules endothéliales et absentes dans les hématies ou dans les lymphocytes par exemple.

## Formation et trafic
Sur les rafts se trouvent des récepteurs membranaires plus ou moins liés par un GPI (Glyco-Phosphatidyl-Inositol). La liaison du ligand sur son récepteur provoque le bourgeonnement d’une cavéole. Sur la face interne de la membrane, deux types de récepteurs membranaires sont présents : des récepteurs sans domaine cytosolique (glycoprotéines ancrées dans le feuillet extracellulaire de la bi-couche lipidique par un groupement GPI, comme le récepteur tétrahydrofolate, utilisé dans de nombreuses synthèses (acides aminés, purines…)) et des récepteurs avec domaines cytosoliques (récepteur du complexe majeur d’histocompatibilité ou CMH I appartenant à la superfamille des immunoglobulines, récepteurs couplés aux protéines G ou récepteurs pour des facteurs de croissance…). Un même récepteur pourra utiliser une vésicule de clathrine ou une vésicule à revêtement de cavéole mais aura une destinée différente dans la cellule.
La vésicule qui a bourgeonné se détache de la membrane plasmique sous l’action d’une protéine G monomérique : la dynamine. La fermeture de la cavéole entraîne la consommation de GTP (Guanosine triphosphate). La cavéole peut s’ouvrir, se fermer ou rester liée à la membrane plasmique.
La cavéole se déplace dans la cellule grâce aux éléments du cytosquelette notamment les microtubules, et les filaments d’actine. La cavéoline-1 peut se lier au cytosquelette d’actine. Elle maintient ainsi les cavéoles à la surface cellulaire jusqu’à ce qu’un stimulus approprié détache la vésicule du cytosquelette.
Les cavéoles semblent impliquées dans le ciblage préférentiel des molécules vers l’appareil de Golgi ou le réticulum endoplasmique (RE).
La membrane des cavéosomes ne comprend pas de pompe ATPase à protons et ceux-ci ne possèdent pas d’hydrolases acides contrairement aux endosomes.

## Fonctions dans la cellule
Le rôle majeur des cavéoles démontré à l’heure actuelle est une implication dans les voies d' endocytose indépendantes de la clathrine (CIE, Clathrin-Independant Endocytosis) et les mécanismes tels que la transcytose (qui permet à une substance ou une particule (bactérienne ou non), de traverser le cytoplasme d’une cellule et de passer ainsi d’une région extracellulaire à une autre région extracellulaire. Dans les entérocytes, qui sont des cellules polarisées, la transcytose débute soit par la membrane apicale, soit par la membrane basolatérale. La transcytose est déclenchée par des signaux et des protéines TAPs (« Tip-Associated Protein »). De nombreux travaux montrent que les cellules endothéliales des vaisseaux sanguins utilisent ce système de transport notamment pour le transport de LDL (« Low Density Lipoproteins ») de la lumière des vaisseaux sanguins vers l’intima (c’est-à-dire du pôle apical de la cellule vers le pôle basal). L’albumine, le fer, la transferrine, l’insuline et les chémokines peuvent également être transportées par transcytose impliquant les cavéoles.
L’internalisation par les cavéoles peut être induite par des bactéries ou certains virus. Ce mécanisme leur permet d’éviter le pH acide des endosomes. La voie directe (sans passage par le Golgi) est suivie par les virus SV40, Ebola, Marburg ou Papillome. Le virus SV40 a la particularité, à la suite de son endocytose dans une cavéole, de subir une étape de décapsidation partielle au sein du RE avant de rejoindre le noyau. La voie indirecte (des cavéosomes au RE puis du RE au Golgi) est suivie par la toxine du choléra .
Ces vésicules jouent également un rôle important dans la régulation du taux de calcium intracellulaire. En effet, la membrane cavéolaire contient des récepteurs : des protéines associées au GPI ou des protéines à 7 domaines transmembranaires, des pompes à protons, des canaux anioniques ou des perméases. Ces récepteurs sont des glycoprotéines transmembranaires activées par la fixation d’IP3 (Inositol 1,4,5-triphosphate). L’activation provoque une ouverture des canaux Ca 2+. Les récepteurs à l’IP3 sont aussi retrouvés au niveau des membranes du RE, de l’appareil de Golgi et dans l’enveloppe nucléaire.

## Applications
La découverte de cette voie de transport pourrait conduire à la mise au point de nouveaux agents pharmacologiques pour lutter contre les infections de bactéries et virus. Un blocage de l’endocytose des vésicules de cavéole pourrait permettre d’induire l’endocytose d’agents pathogènes dans un endosome ou un lysosome et permettre ainsi leur destruction par le pH acide et des hydrolases.